# زكريا بن بكر الغساني
زكريا بن بكر بن أحمد الغساني، يعرف بابن الأشج، والأشج هو أحمد؛ يكنى بأبي يحيى. دخل الأندلس مع أبيه وأخيه سنة 326هـ. فسمع بقرطبة من محمد بن عبد الملك آبن أيمن المدونة. وسمع من قاسم بن أصبغ. ورحل إلى المشرق؛ فسمع بمصر من أبي محمد بن الورد، وأبي قتيبة مسلم بن الفضل، ويعقوب بن المبارك، وآبن ألون، وأبي محمد الحسن آبن رشيق، وآبن أبي الموت. ولقى بمصر أبا الطيب أحمد بن الحسين المتنبي الشاعر، وأخذ عنه ديوان شعره رواية.

وسمع بتنس من أبي الخصيب، وكان الغالب عليه التجارة، وانصرف إلى الأندلس فلم يزل مقيما بقرطبة إلى أن توفي بها. حدّث بكتاب البخاري وغير ذلك من روايته. وكان حليما طاهراً. ولد بتيهرت سنة 310هـ. وتوفي بقرطبة ليلة الأربعاء لاحدى عشر يوما خلت من شهر رمضان سنة 393هـ. ودفن يوم الأربعاء بمقبرة متعة.